# Svävflugedagsvärmare
Svävflugedagsvärmare, Hemaris tityus, är en fjärilsart som först beskrevs av Carl von Linné 1758. Svävflugedagsvärmare ingår i släktet Hemaris och familjen svärmare, Sphingidae. Inga underarter finns listade i Catalogue of Life eller i The Global Lepidoptera Names Index (LepIndex), Natural History Museum.. Svävflugedagsvärmare är till skillnad från de flesta andra svärmare dagaktiv.

## Beskrivning
Svävflugedagsvärmare har ett vingspann på mellan 36 och 46 millimeter, honan är något större än hanen men hanen har något kraftigare och lite längre antenner. Kroppen är grönbrunaktig med ett svart tvärband på bakkroppen och en orangegul och svart bakkroppsspets. Vingarna är genomskinliga med mörkbruna kanter. Den vanligare humledagsvärmare är snarlik men den har en vingribba genom framvingens diskfält. Larven är som fullvuxen 43 till 48 millimeter lång och är grön med brunröda fläckar.

## Utbredning och hotstatus
Svävflugedagsvärmare finns i södra och mellersta Sverige och är funnen ända upp till Ångermanland. I Finland har den tidigare funnits i hela den södra delen men har numera dragit sig tillbaka till sydöst. Den finns även i Danmark (Jylland) och södra Norge. Enligt både den svenska och finska rödlistan är arten nära hotad, NT, i respektive land.  Den finns också i en stor del av Europa och vidare österut genom Ryssland till nordöstra Kina. Söderut finns den i Nordafrika och österut till Turkiet och Iran.

## Ekologi
Svävflugedagsvärmare lever på öppna örtrika marker. Den flyger under dagtid i solsken och kan ses svävande framför olika blommor som den suger nektar av, till exempel tjärblomster, glimmar, syren, skogsnäva, maskros och gökärt. Flygtiden är från mitten av maj till slutet av juni i södra Sverige. I norr något senare. Larven lever främst på väddväxter och är fullvuxen i början på augusti eller något tidigare. Den förpuppar sig då i markskiktets förna. Puppan övervintrar.

## Bildgalleri

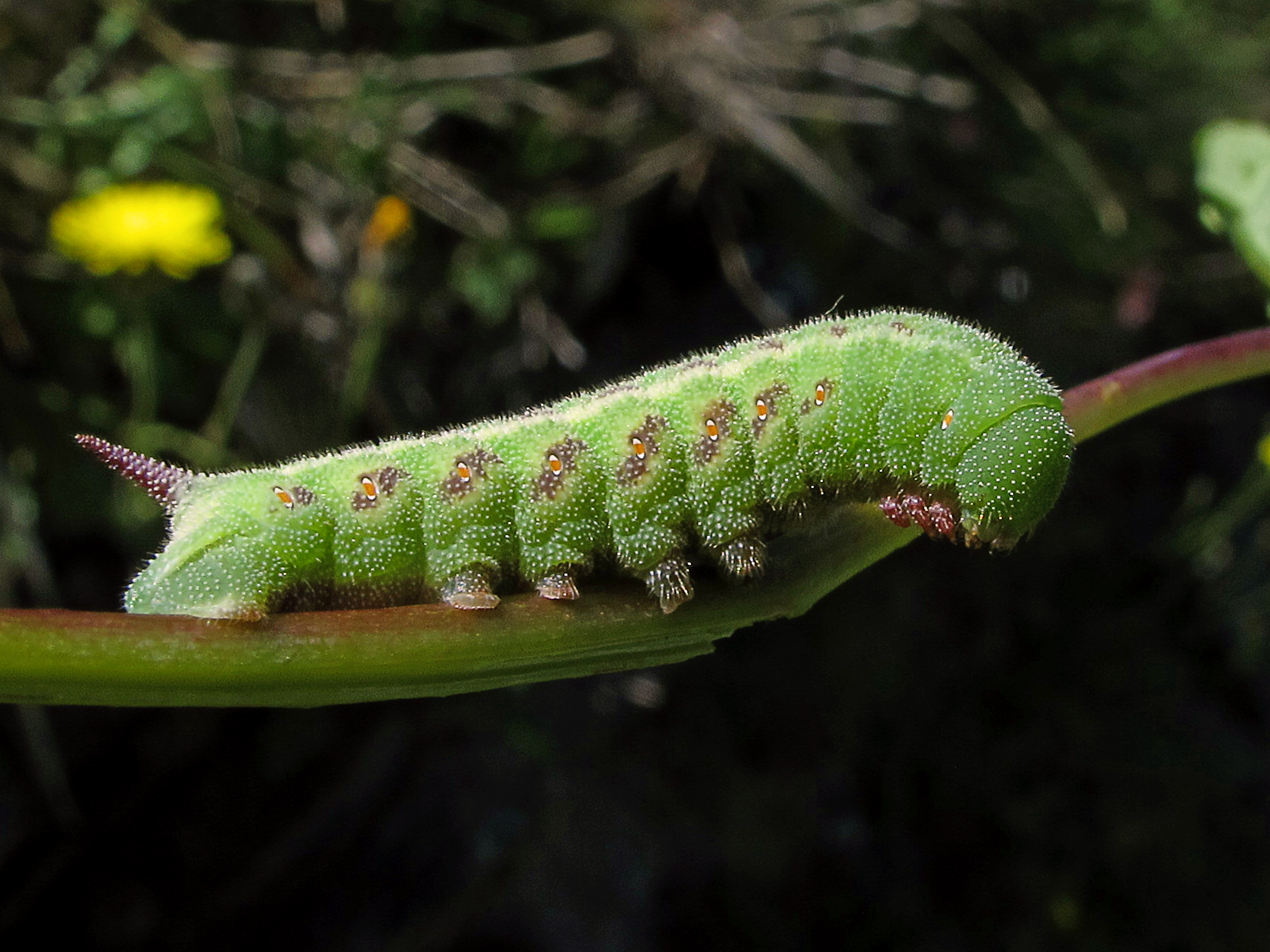
Fjärilens larv
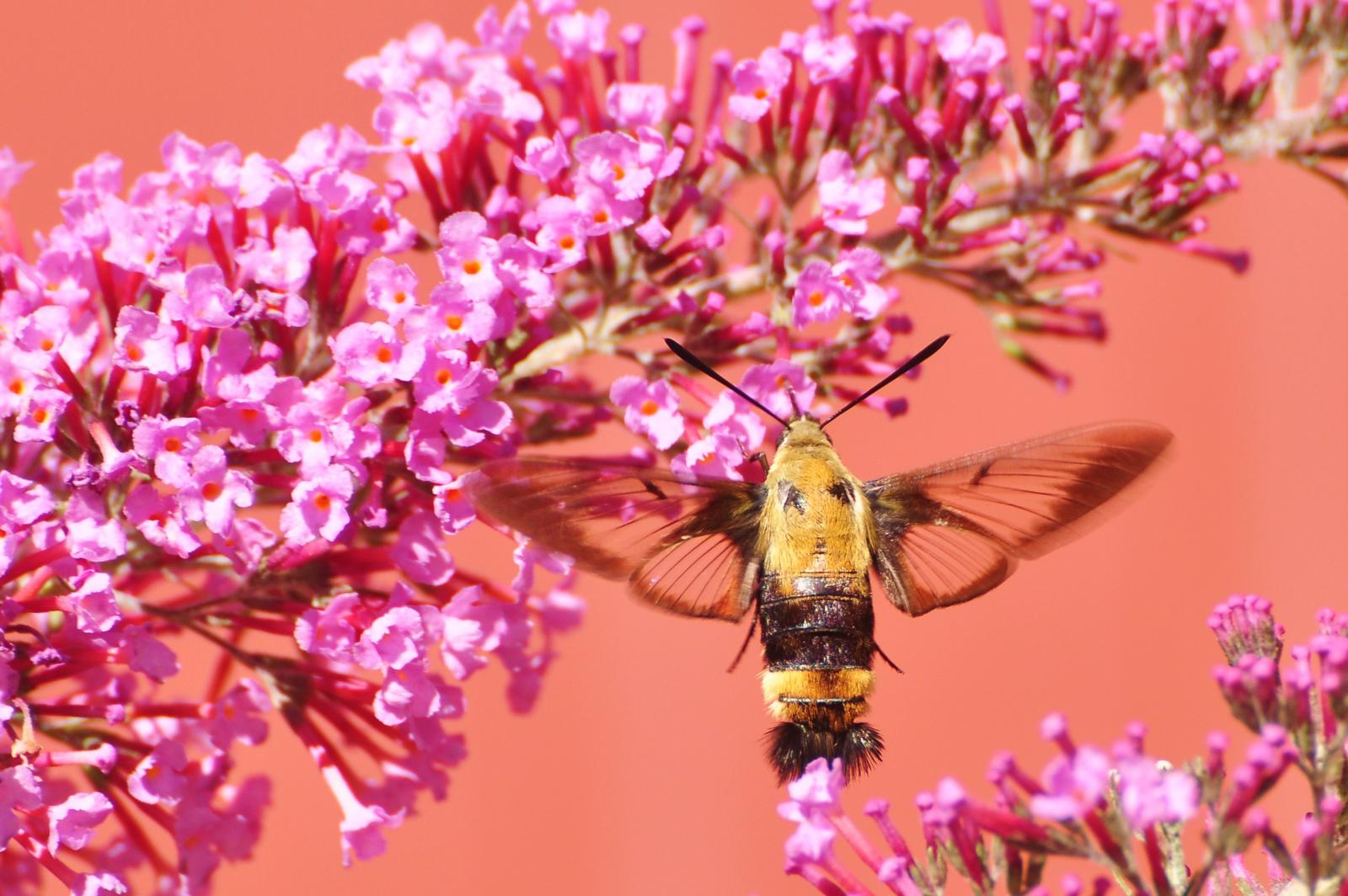
imago fjäril
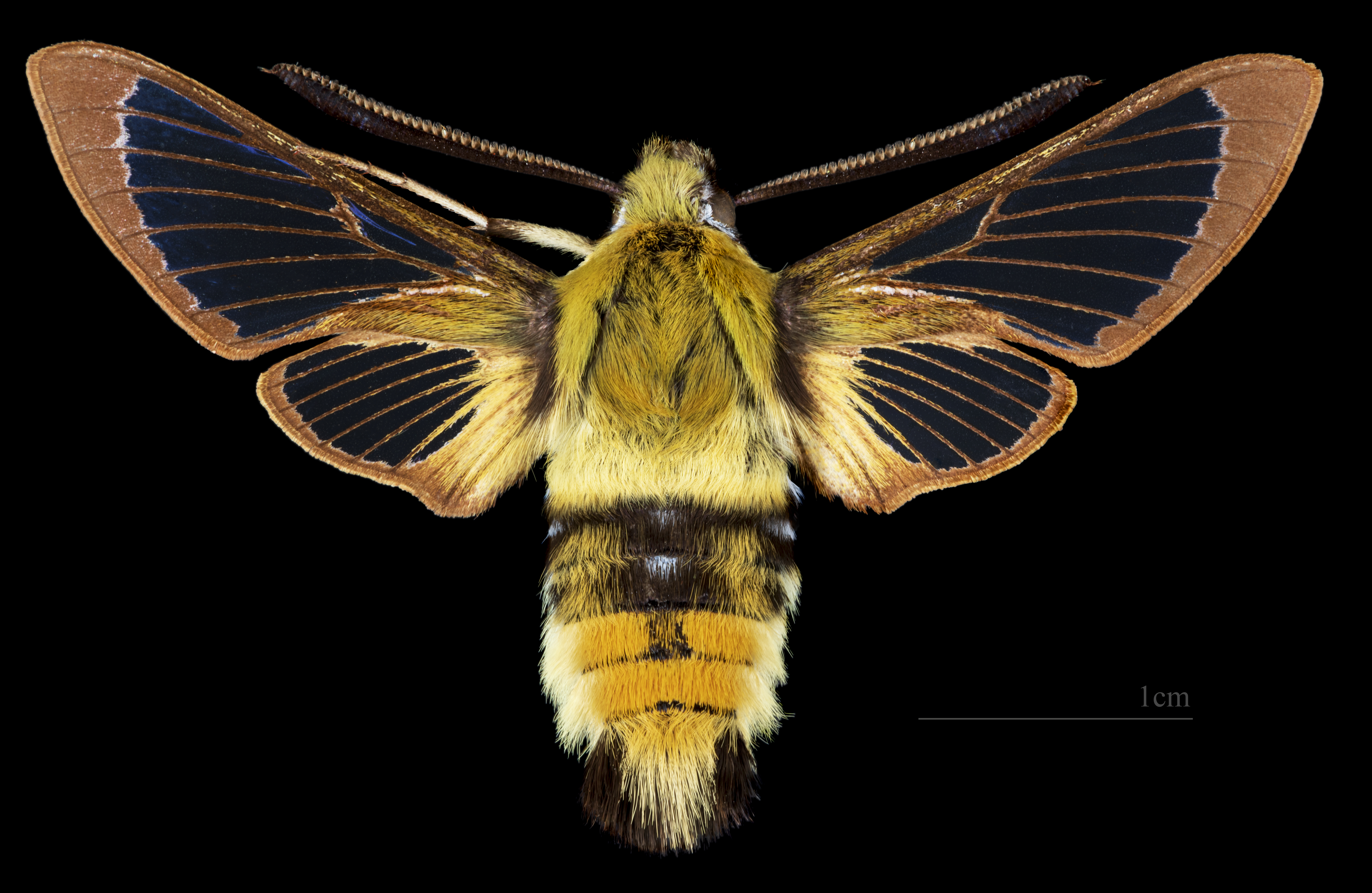
Preparerad (uppnålad) imago fjäril hane
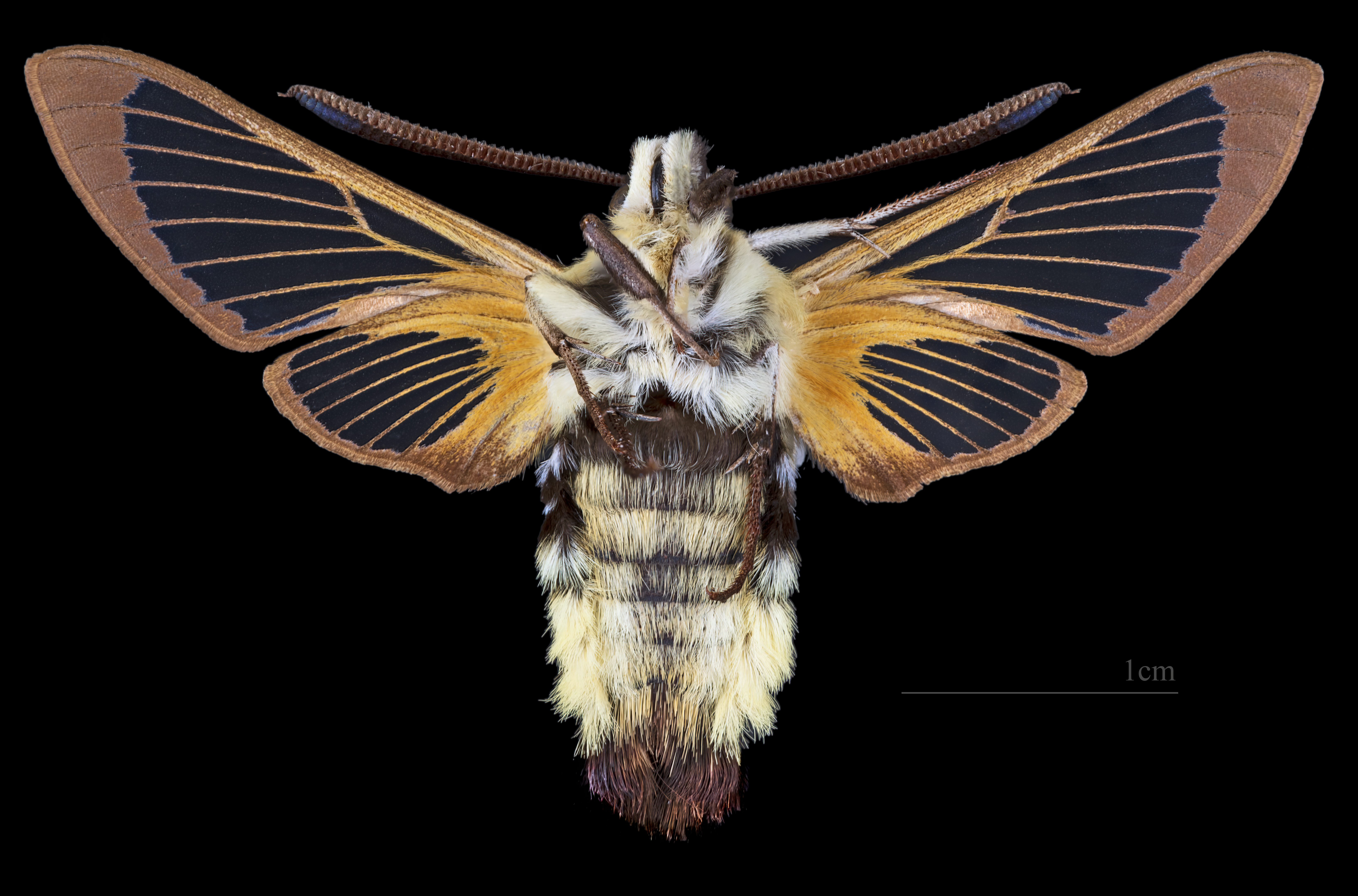
Preparerad (uppnålad) imago fjäril hane, undersida
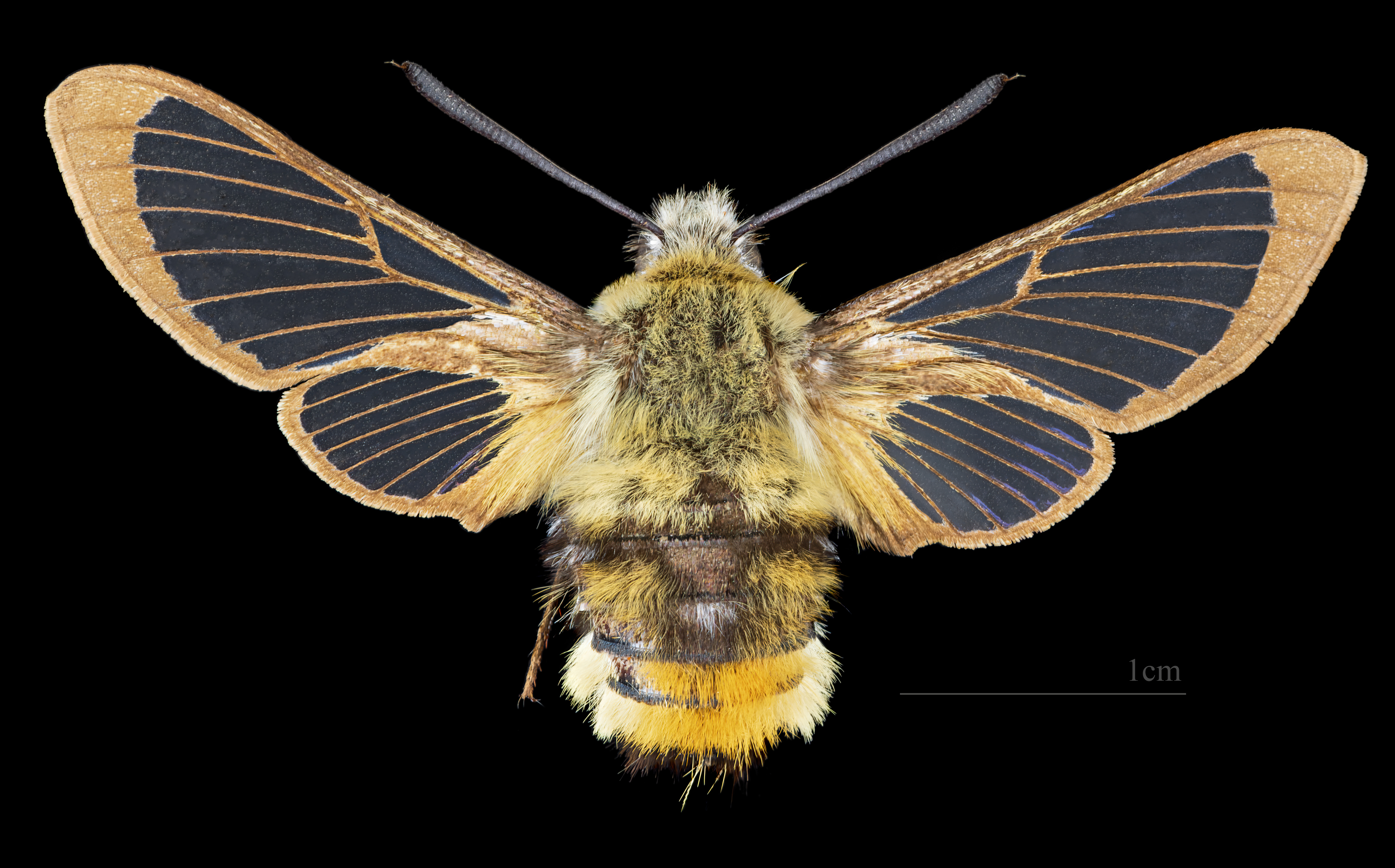
Preparerad (uppnålad) imago fjäril hona
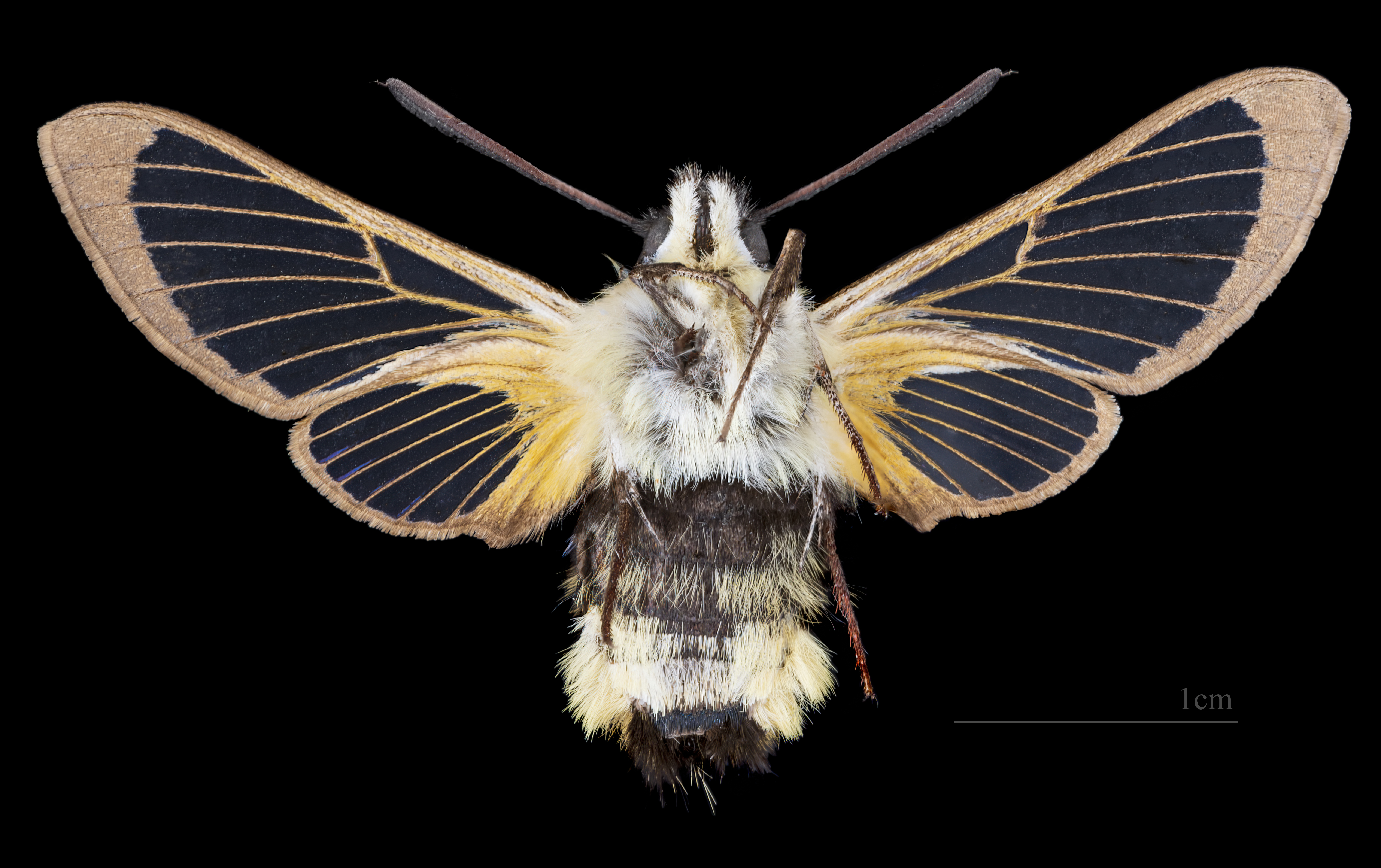
Preparerad (uppnålad) imago fjäril hona, undersida